# Nàrix
|  | No s'ha de confondre amb Narix (Daguestan). |

Nàrix (en llatí Narycus o Naryx o Narycium; en grec antic Νάρυκος o Νάρυξ) era una ciutat de la Lòcrida Opúncia que tenia la fama de ser el lloc de naixement d'Àiax el Petit, fill d'Oileu, rei de la Lòcrida, segons diu Estrabó. Era a la frontera amb la Fòcida.
L'any 395 aC el cap beoci Ismènies de Tebes va fer una expedició a la Fòcida i va derrotar els focis, Nàrix, diu Diodor de Sicília. El 352 aC un comandant focidi anomenat Faïl·los va ocupar la ciutat.
Era al lloc de les modernes Tálanda o Kalapódhi.
Locres del Brútium era suposadament una colònia de Nàrix, i els seus habitants rebien també el nom de naricis, diuen Virgili, a les Geòrgiques, i Plini el Vell a la Naturalis Historia.